# Houssa Ould Moha Ou Hammou Zayani
Houssa Ould Moha Ou Hammou Zayani est un des fils du caïd Zayan Mouha Ou Hammou Zayani.
Guerrier infatigable, sa renommée remonte aux combats qu'il avait menés contre les convois de ravitaillement et de secours venue de Tadla en passant par le poste de Sidi Lamine vers Khénifra. Ce poste sera attaqué par les partisans de Houssa à maintes reprises au cours de 1914. Il est le seul fils à refuser la soumission malgré les tentatives de réconciliation.

## Biographie
Houssa Ould Moha Ou Hammou Zayani dit Miaâmi, fils de la Fassia (Zineb fille du cadi de Khénifra), né à Khénifra, nommé pacha de Fez, à la suite de la visite de son père en 1886 au palais de Fez sur invitation du sultan Moulay Hafid qui le nomma pacha par Dahir, renonça à cette fonction à la suite de l'opposition, avait suscité une opposition au sein du gouvernement composée de la bourgeoisie fassie hostile aux Amazighes qui refusent de voir un berbère illettré pacha sur la ville de Fez[pas clair]. 
Sur recommandation de son père méfiant, soucieux du sort de son fils retenu par le sultan[Quoi ?]. Miâmi est contraint de quitter Khénifra pour se réfugier à Saguia El Hamra (Rio de Oro) au sud du Sahara marocain, chez Mohammed El Mamoune à Smara (actuel territoire marocain).
Miaami est la seule personnalité connue pour sa dissidence et contre la colonisation, contrairement à ses frères (Bouazza, Hassan, Amahrok). Il est impliqué dans l’assassinat du capitaine Taillade et s'est rendu le 20 octobre 1917 à une entrevue au poste de Sidi Lamine. Ses biens lui ont été confisqués par dahir chérifien en 1928.